# Paratrichocladius gotoefeus
Paratrichocladius gotoefeus är en tvåvingeart som beskrevs av Sasa och Suzuki 2000. Paratrichocladius gotoefeus ingår i släktet Paratrichocladius och familjen fjädermyggor. Inga underarter finns listade i Catalogue of Life.